# Zlín Z 242
Lo Zlin Z 242 (o Zlín Z 242) è un monomotore biposto ad ala bassa da addestramento con capacità acrobatiche prodotto dagli anni novanta dall'azienda cecaMoravan Aviation s.r.o. (dal 2006 CzechAircraft).
Destinato sia al mercato civile che quello militare, viene tuttora utilizzato come addestratore, sia basico che avanzato, da numerose aeronautiche militari per la formazione dei propri piloti.

## Versioni
Z 242 L
Z 242 LA

## Utilizzatori

### Civili
India
- IGRUA

 Israele
- Elbis System

 Polonia
vari aeroclub in territorio nazionale.
 Slovacchia
vari aeroclub in territorio nazionale.

### Militari
Algeria

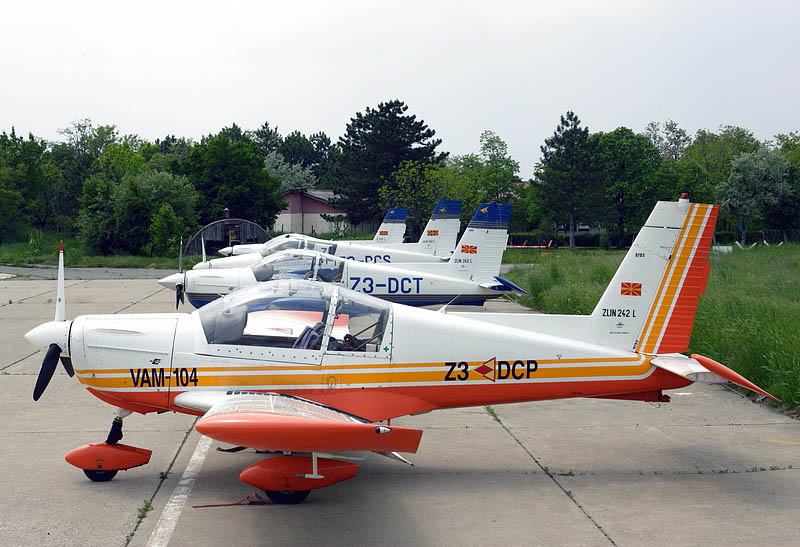
Uno Zlin Z 242 della macedone Voeno Vozduhoplovstvo i Protivvozdushna Odbrana presso l'aeroporto di Skopje-Petrovec.

- Al-Quwwat al-Jawwiyya al-Jaza'iriyya

 Angola
- Força Aérea Popular de Angola y Defesa Aérea y Antiaérea

 Bolivia
- Fuerza Aérea Boliviana

9 consegnati, 2 in servizio a  2017.
 Bulgaria
- Bălgarski Voennovăzdušni sili

4 Z 242L ordinati il 4 marzo 2020, i primi tre consegnati il 15 dicembre 2021, il quarto ed ultimo esemplare consegnato entro la fine dello stesso mese.
 Repubblica Federale Ceca e Slovacca
- Vzdušné síly armády České republiky

 Rep. Ceca
- Vzdušné síly armády České republiky

8 Z-142C-AF in servizio, più ulteriori 6 Z-242LSi ordinati il 28 gennaio 2025.
 Cuba
- Defensa Anti-Aérea y Fuerza Aérea Revolucionaria

10 tra Z-142 in servizio all'aprile 2019.
 Croazia
- Hrvatsko ratno zrakoplovstvo i protuzračna obrana

5 Z 242L consegnati e tutti in servizio al marzo 2019.
 Egitto
- Aviazione dell'esercito egiziano

 Eritrea
- Eritrean Air Force

Dovrebbero essere stati consegnati 4 Z 242L, ma al novembre 2019 non se ne conosce ne il numero 8n organico, ne quanto siano in condizioni di volo.
 Germania Est
- Luftstreitkräfte und Luftverteidigung der Deutschen Demokratischen Republik

 Macedonia del Nord
- Voeno Vozduhoplovstvo i Protivvozdushna Odbrana

4 Z 242L acquistati nel 1995. Ulteriori 2 Z 242L acquistati nel 2003.
 Messico
- Armada de México

Al maggio 2019 risultano in servizio 27 esemplari.
 Perù
- Fuerza Aérea del Perú

18 Z 242L consegnati nel 1998 e tutti in servizio al dicembre 2018.
 Slovenia
- Vojaško Letalstvo in Zracna Obramba Slovenske Vojske

 Ungheria
- Magyar légierő

6 Z 242L consegnati tra il 2017 ed il 2020.
 Yemen
- Al-Quwwat al-Jawwiyya al-Yamaniyya

Dati tratti da Zlin Aircraft

## Velivoli comparabili
Finlandia
- Valmet L-70 Vinka